# Sangiran
Sangiran ist eine archäologische und paläoanthropologische Fundstätte auf der Insel Java in Indonesien. Das Ausgrabungsgebiet umfasst etwa 48 km² und befindet sich in der Provinz Zentraljava, etwa 15 Kilometer nördlich von Surakarta. Benannt wurde die Fundstätte nach einem gleichnamigen Dorf. Sangiran ist international bekannt aufgrund der zahlreichen aussagekräftigen Fossilien von Homo erectus.
1996 wurde die Fundstätte von der UNESCO als Welterbe anerkannt.

## Forschungsgeschichte
1934 begann der Anthropologe Gustav Heinrich Ralph von Koenigswald mit Untersuchungen in diesem Gebiet. In den folgenden Jahren wurden bei Ausgrabungen einige der ältesten Fossilien der Gattung Homo außerhalb Afrikas entdeckt. Das Fossil Sangiran 17, der bislang vollständigste entdeckte Schädel eines Homo erectus aus Sangiran, wurde 1969 entdeckt und 1972 wissenschaftlich beschrieben.
Die Funde wurden zunächst als Pithecanthropus erectus oder Java-Mensch bezeichnet; seit den 1980er-Jahren werden alle ähnlich alten Fossilien aus Java zu Homo erectus gestellt. Die Erstbesiedelung von Java durch Homo erectus wurde 2020 in der Fachzeitschrift Science in die Zeit vor mindestens 1,3 Mio. Jahren datiert.
Bis heute wurden auf Java die fossilen Reste – Schädelkalotten, Oberkiefer, Unterkiefer und einzelne Zähne – von etwa 40 Individuen entdeckt, darunter neben den homininen Fossilien auch Funde, die als Meganthropus bezeichnet wurden sowie die als Ngandong-Mensch benannten Fossilien.
Als besonders aussagekräftig für die Rekonstruktion von Homo erectus gelten folgende Funde:

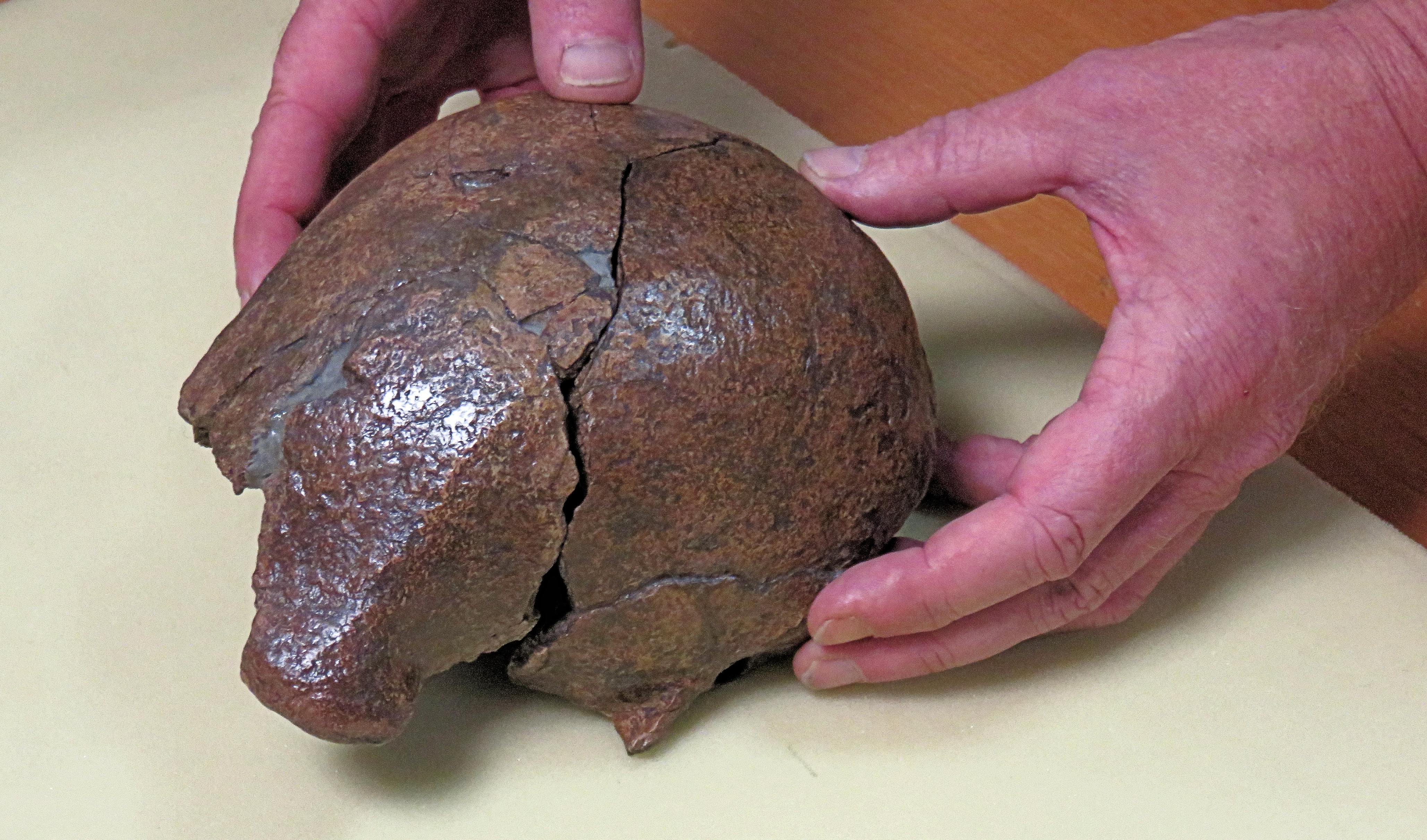
Schädeldach Sangiran 2 (Original), Sammlung Koenigswald im Naturmuseum Senckenberg

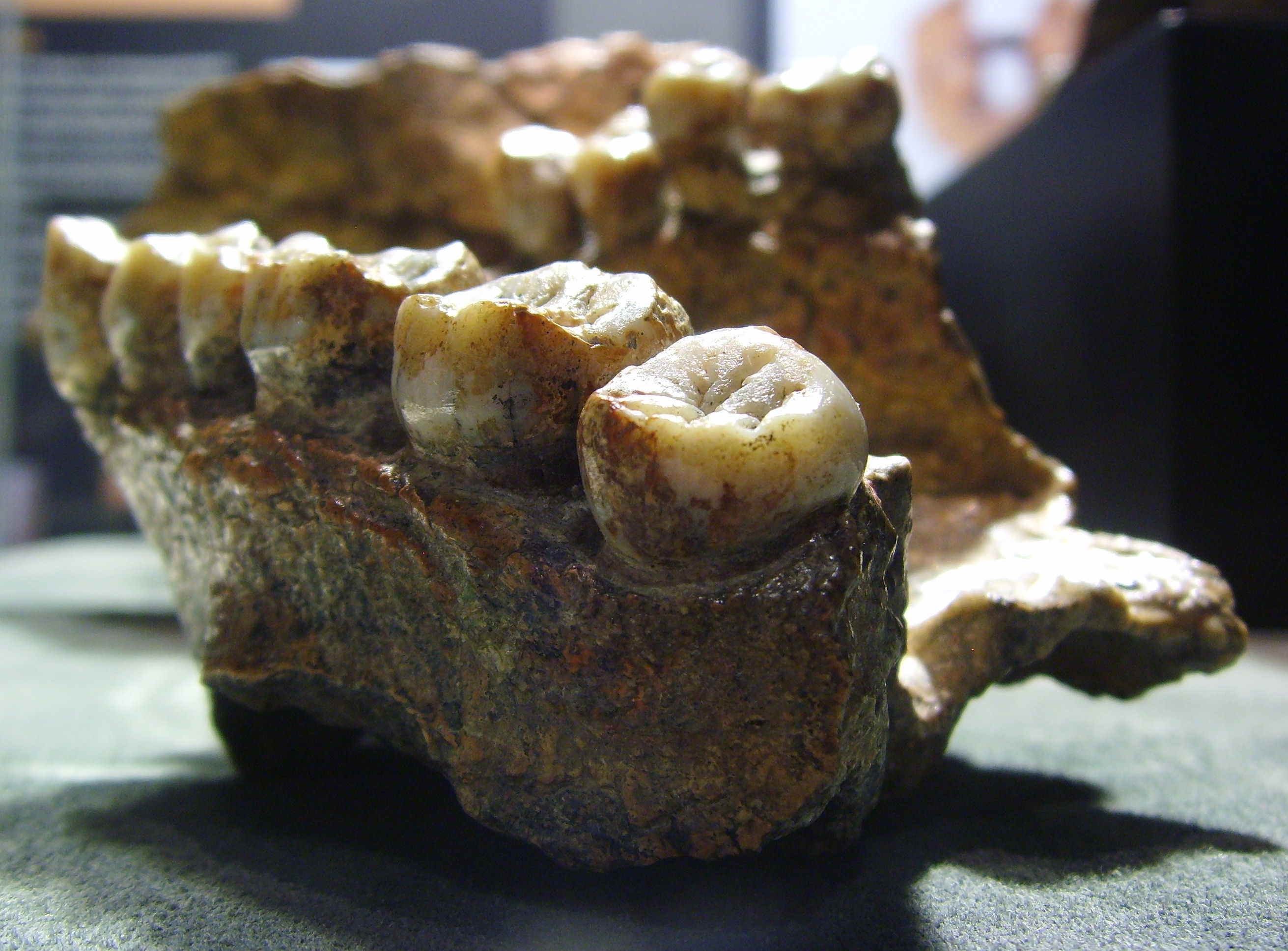
Oberkiefer von Sangiran 4 (Original), Sammlung Koenigswald im Naturmuseum Senckenberg

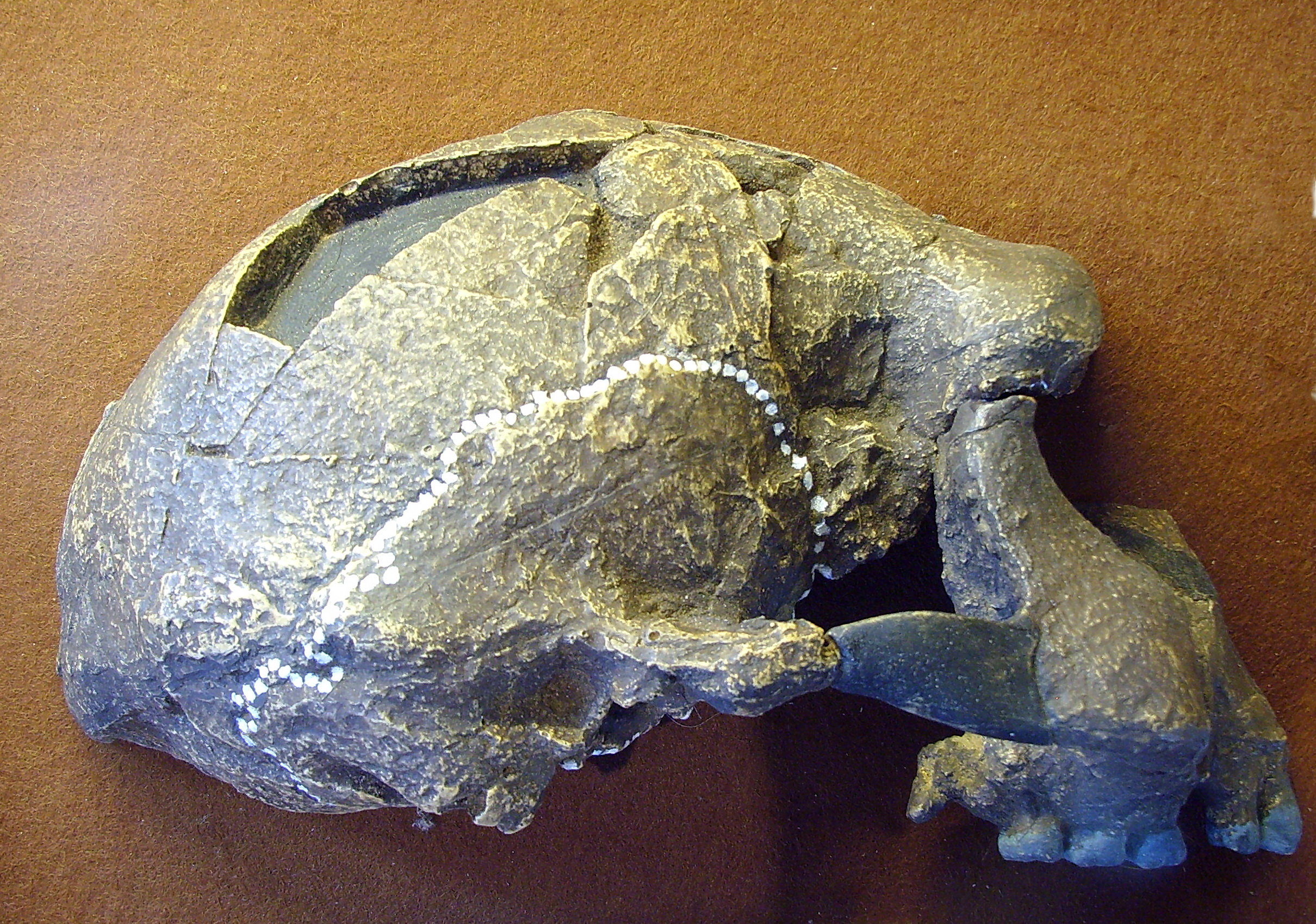
Sangiran 17 (Replika), das bislang vollständigste Fossil eines Schädels aus Sangiran

- Sangiran 1a: das Fragment der linken Hälfte vom Oberkiefer eines Erwachsenen (Geschlecht unbekannt) mit drei teilweise oder ganz erhaltenen großen Backenzähnen, entdeckt 1936 durch Helfer von Koenigswalds, Alter ca. 1,6 Millionen Jahre; Verwahrort: Senckenberg Naturmuseum in Frankfurt am Main
- Sangiran 1b (= Mandible B): das Fragment der rechten Hälfte vom Unterkiefer eines Erwachsenen (Geschlecht unbekannt) mit vier komplett erhaltenen Backenzähnen (1 Prämolar, 3 große Backenzähne) sowie mehreren Zahnwurzeln, entdeckt 1936 durch Helfer von Koenigswalds, Alter ca. 1,6 Millionen Jahre; Verwahrort: Senckenberg Naturmuseum in Frankfurt am Main
- Sangiran 2 (= Skull II): die gut erhaltene Schädelkalotte einer vermutlich weiblichen Erwachsenen, entdeckt 1937 durch Helfer von Koenigswalds, Alter ca. 1,51 bis 1,47 Millionen Jahre; Verwahrort: Senckenberg Naturmuseum in Frankfurt am Main
- Sangiran 3 (= Skull III): die teilweise erhaltene Schädelkalotte eines jungen Erwachsenen (Geschlecht unbekannt) mit erhaltenem rechten Scheitelbein, Teilen des linken Scheitelbeins und des Hinterhauptbeins, entdeckt 1938 durch Helfer von Koenigswalds, Alter ca. 1,51 bis 1,47 Millionen Jahre; Verwahrort: Senckenberg Naturmuseum in Frankfurt am Main
- Sangiran 4 (= Skull IV): die gut erhaltene Schädelkalotte eines Erwachsenen (Geschlecht unbekannt) mit beidseits seitlich bezahntem Oberkiefer, bestehend aus fünf zusammengehörigen Fragmenten, entdeckt 1938/39 durch Helfer von Koenigswalds, Alter ca. 1,6 Millionen Jahre; Verwahrort: Senckenberg Naturmuseum in Frankfurt am Main
- Sangiran 5 (= 1939 Mandible): das Fragment der rechten Hälfte vom Unterkiefer eines Erwachsenen (Geschlecht unbekannt) mit mehreren erhalten Zahnwurzeln und Zahnfächern, entdeckt 1939 durch Helfer von Koenigswalds, Alter ca. 1,6 Millionen Jahre; Verwahrort: Senckenberg Naturmuseum in Frankfurt am Main
- Sangiran 6a (= 1941 Mandible): das Fragment der rechten Hälfte vom Unterkiefer eines Erwachsenen (Geschlecht unbekannt) mit wenigen erhalten Zahnwurzeln und Zahnfächern, entdeckt 1941 durch Helfer von Koenigswalds und von Franz Weidenreich, Alter ca. 1,6 Millionen Jahre; Verwahrort: Senckenberg Naturmuseum in Frankfurt am Main
- Sangiran 6b: das Fragment des hinteren linken Abschnitts vom Unterkiefer eines Erwachsenen (Geschlecht unbekannt) mit drei teilweise erhaltenen großen Backenzähnen, entdeckt 1936 durch Helfer von Koenigswalds, Alter ca. 1,6 Millionen Jahre; Verwahrort: Senckenberg Naturmuseum in Frankfurt am Main
- Sangiran 7: unter dieser Bezeichnung werden alle 52 isoliert gefundenen Zähne zusammengefasst, die das Team von Koenigswalds zwischen 1937 und 1941 geborgen hat. Mit Ausnahme von 4 Milchzähnen (S7-13, S7-67, S7-72 und S7-83) handelt es sich um bleibende Zähne; Verwahrort: Senckenberg Naturmuseum in Frankfurt am Main
- Sangiran 8 (= Meganthropus B): der stark beschädigte, robuste Unterkiefer eines Erwachsenen (Geschlecht unbekannt) mit zahlreichen erhaltenen Zahnwurzeln, entdeckt 1952 durch einen Bewohner der Region, Alter ca. 1,6 Millionen Jahre; Verwahrort: Senckenberg Naturmuseum in Frankfurt am Main
- Sangiran 9 (= Mandible C): die fast vollständig erhaltene rechten Hälfte vom Unterkiefer eines Erwachsenen (Geschlecht unbekannt) mit mehreren erhaltenen Zähnen und Zahnwurzeln, 1960 entdeckt durch einen Bewohner der Region, Alter ca. 1,6 Millionen Jahre; Verwahrort: Geological Research and Development Center, Bandung, Indonesien
- Sangiran 10 (= Skull VI): die gut erhaltene Schädelkalotte eines jungen, vermutlich männlichen Erwachsenen, für die ein Schädel-Innenvolumen von 975 cm³ berechnet wurde, 1963 entdeckt durch einen Bewohner der Region, Alter ca. 1,33 bis 1,24 Millionen Jahre; Verwahrort: Gadjah-Mada-Universität, Yogyakarta, Indonesien
- Sangiran 17 (= Skull VIII): der bislang vollständigste entdeckte Schädel eines Homo erectus, vermutlich männlich, für den ein Schädel-Innenvolumen von 1004 cm³ berechnet wurde, am 13. November 1969 entdeckt durch einen Bewohner der Region (Herr Towikromo), Alter ca. 1,25 Millionen Jahre; Verwahrort: Geological Research and Development Center, Bandung, Indonesien
- Sangiran 21 (= Mandible E): das Fragment der rechten Hälfte vom Unterkiefer eines Erwachsenen (Geschlecht unbekannt) mit erhaltenem Weisheitszahn, 1973 entdeckt durch einen Bewohner der Region, Alter zwischen 1,51 und 1,47 Millionen Jahre; Verwahrort: Geological Research and Development Center, Bandung, Indonesien
- Sangiran 27: die Fragmente eines durch Sedimente flach gedrückten, sehr robusten Schädels von einem Erwachsenen (Geschlecht unbekannt) mit erhaltenen Teilen des Gesichts und mit einem teilweise noch bezahnten Oberkiefer, 1978 entdeckt durch einen Bewohner der Region, Alter ca. 1,66 bis 1,58 Millionen Jahre; Verwahrort: Gadjah-Mada-Universität, Yogyakarta, Indonesien
- Sangiran 38: die teilweise erhaltene Schädelkalotte eines Erwachsenen (Geschlecht unbekannt) mit Bruchstücken des Stirnbeins, des Scheitelbeins und des Hinterhauptbeins, 1980 entdeckt durch einen Bewohner der Region, Alter ca. 1,58 bis 1,47 Millionen Jahre; Verwahrort: Gadjah-Mada-Universität, Yogyakarta, Indonesien

## Belege
1. ↑  UNESCO World Heritage Centre: Sangiran Early Man Site. Abgerufen am 4. September 2017 (englisch).
2. ↑  Soedjojo Sartono: Discovery of Another Hominid Skull at Sangiran, Central Java. In: Current Anthropology. Band 13, Nr. 1, 1972, S. 124–126, doi:10.1086/201255
3. ↑  Shuji Matsu’ura et al.: Age control of the first appearance datum for Javanese Homo erectus in the Sangiran area. In: Science. Band 367, Nr. 6474, 2020, S. 210–214, doi:10.1126/science.aau8556.
4. ↑  Friedemann Schrenk: Die Frühzeit des Menschen. Der Weg zu Homo sapiens. Beck, München 1997, S. 83.
5. ↑  D. E. Tyler: „Meganthropus“ cranial fossils from Java. In: Human Evolution. Band 16, Nr. 2, 2001, S. 81–101, doi:10.1007/BF02438642
6. ↑  Die Aufzählung folgt den Einträgen in: Bernard Wood (Hrsg.): Wiley-Blackwell Encyclopedia of Human Evolution. 2 Bände. Wiley-Blackwell, Chichester u. a. 2011, ISBN 978-1-4051-5510-6, S. 687–693.

Kulturerbe:
Tempelanlagen von Borobudur (1991) |
Tempelanlagen von Prambanan (1991) |
Paläontologische Stätte Sangiran (1996) |
Subak-System – Kulturlandschaften auf Bali (2012) |
Bergbauerbe der Zeche Ombilin in Sawahlunto (2019) |
Die kosmologische Achse von Yogyakarta und ihre historischen Landmarken (2023)
Naturerbe:
Nationalpark Ujung Kulon mit Vulkan Anak Krakatau (1991) |
Nationalpark Komodo (1991) |
Lorentz-Nationalpark (1999) |
Tropische Regenwälder von Sumatra (2004, R)
Koordinaten: 7° 24′ 0″ S, 110° 49′ 0″ O